# Achuaria
Achuaria – rodzaj roślin z rodziny rutowatych (Rutaceae). Jest to takson monotypowy obejmujący gatunek Achuaria hirsuta Gereau. Gatunek ten jest endemitem Peru.